# Pandemia di COVID-19 in Bielorussia
Il primo caso della pandemia di COVID-19 in Bielorussia è stato confermato il 28 febbraio 2020.

## Antefatti
Il 12 gennaio 2020, l'Organizzazione mondiale della sanità (OMS) ha confermato che un nuovo coronavirus era la causa di una nuova infezione polmonare che aveva colpito diversi abitanti della città di Wuhan, nella provincia cinese dell'Hubei, il cui caso era stato portato all'attenzione dell'OMS il 31 dicembre 2019.
Sebbene nel tempo il tasso di mortalità del COVID-19 si sia rivelato decisamente più basso di quello dell'epidemia di SARS che aveva imperversato nel 2003, la trasmissione del virus SARS-CoV-2, alla base del COVID-19, è risultata essere molto più ampia di quella del precedente virus del 2003, ed ha portato a un numero totale di morti molto più elevato.
Il 5 maggio 2023, l'Organizzazione mondiale della sanità dichiara ufficialmente la fine della pandemia.

## Andamento dei contagi
| Data                                                               | Data       |  | Numero di casi | Numero di casi |
| ------------------------------------------------------------------ | ---------- |  | -------------- | -------------- |
| 28-02-2020                                                         | 28-02-2020 |  | 1(N.D.)        |                |
| ⋮                                                                  | ⋮          |  | 1(=)           |                |
| 03-03-2020                                                         | 03-03-2020 |  | 4(300%)        |                |
| 04-03-2020                                                         | 04-03-2020 |  | 10(+150%)      |                |
| ⋮                                                                  | ⋮          |  | 10(=)          |                |
| 12-03-2020                                                         | 12-03-2020 |  | 21(+110%)      |                |
| 13-03-2020                                                         | 13-03-2020 |  | 27(+29%)       |                |
| ⋮                                                                  | ⋮          |  | 27(=)          |                |
| 16-03-2020                                                         | 16-03-2020 |  | 36(+33%)       |                |
| 17-03-2020                                                         | 17-03-2020 |  | 36(+0%)        |                |
| 18-03-2020                                                         | 18-03-2020 |  | 51(+41%)       |                |
| 19-03-2020                                                         | 19-03-2020 |  | 51(+0%)        |                |
| 20-03-2020                                                         | 20-03-2020 |  | 69(+35%)       |                |
| 21-03-2020                                                         | 21-03-2020 |  | 76(+10%)       |                |
| 22-03-2020                                                         | 22-03-2020 |  | 76(+0%)        |                |
| 23-03-2020                                                         | 23-03-2020 |  | 81(+6.5%)      |                |
| 24-03-2020                                                         | 24-03-2020 |  | 81(+0%)        |                |
| 25-03-2020                                                         | 25-03-2020 |  | 86(+6.2%)      |                |
| 26-03-2020                                                         | 26-03-2020 |  | 86(+0%)        |                |
| 27-03-2020                                                         | 27-03-2020 |  | 94(+9.3%)      |                |
| ⋮                                                                  | ⋮          |  | 94(=)          |                |
| 30-03-2020                                                         | 30-03-2020 |  | 152(+61.7%)    |                |
| 31-03-2020                                                         | 31-03-2020 |  | 152(+0%)       | 1              |
| 01-04-2020                                                         | 01-04-2020 |  | 163(+7.2%)     | 2(+100%)       |
| 02-04-2020                                                         | 02-04-2020 |  | 304(+84%)      | 4(+100%)       |
| 03-04-2020                                                         | 03-04-2020 |  | 351(+15.4%)    | 4(=)           |
| 04-04-2020                                                         | 04-04-2020 |  | 440(+25.3%)    | 5(+25%)        |
| 05-04-2020                                                         | 05-04-2020 |  | 562(+27.8%)    | 8(+60%)        |
| 06-04-2020                                                         | 06-04-2020 |  | 700(+24.5%)    | 13(+62.5%)     |
| 07-04-2020                                                         | 07-04-2020 |  | 861(+23%)      | 13(=)          |
| 08-04-2020                                                         | 08-04-2020 |  | 1,066(+23.9%)  | 13(=)          |
| 09-04-2020                                                         | 09-04-2020 |  | 1,486(+39.3%)  | 16(+23.1%)     |
| 10-04-2020                                                         | 10-04-2020 |  | 1,981(+33.3%)  | 19(+18.8%)     |
| 11-04-2020                                                         | 11-04-2020 |  | 2,226(+12.4%)  | 23(+21.1%)     |
| 12-04-2020                                                         | 12-04-2020 |  | 2,578(+15.8%)  | 26(+13%)       |
| 13-04-2020                                                         | 13-04-2020 |  | 2,919(+13.2%)  | 29(+11.5%)     |
| 14-04-2020                                                         | 14-04-2020 |  | 3,281(+12.4%)  | 33(+13.8%)     |
| 15-04-2020                                                         | 15-04-2020 |  | 3,728(+13.6%)  | 36(+9.1%)      |
| 16-04-2020                                                         | 16-04-2020 |  | 4,204(+12.8%)  | 40(+11.1%)     |
| 17-04-2020                                                         | 17-04-2020 |  | 4,779(+13.7%)  | 42(+5%)        |
| 18-04-2020                                                         | 18-04-2020 |  | 5,297(+10.8%)  | 45(+7.1%)      |
| 19-04-2020                                                         | 19-04-2020 |  | 5,807(+9.6%)   | 47(+4.4%)      |
| 20-04-2020                                                         | 20-04-2020 |  | 6,264(+7.8%)   | 51(+8.5%)      |
| 21-04-2020                                                         | 21-04-2020 |  | 6,723(+7.3%)   | 55(+7.8%)      |
| 22-04-2020                                                         | 22-04-2020 |  | 7,281(+8.3%)   | 58(+5.5%)      |
| 23-04-2020                                                         | 23-04-2020 |  | 8,022(+10.2%)  | 60(+3.4%)      |
| 24-04-2020                                                         | 24-04-2020 |  | 8,773(+9.4%)   | 63(+5%)        |
| 25-04-2020                                                         | 25-04-2020 |  | 9,590(+9.3%)   | 67(+6.3%)      |
| 26-04-2020                                                         | 26-04-2020 |  | 10,463(+9.1%)  | 72(+7.5%)      |
| 27-04-2020                                                         | 27-04-2020 |  | 11,289(+7.9%)  | 75(+4.2%)      |
| 28-04-2020                                                         | 28-04-2020 |  | 12,208(+8.1%)  | 79(+5.3%)      |
| 29-04-2020                                                         | 29-04-2020 |  | 13,181(+8%)    | 84(+6.3%)      |
| 30-04-2020                                                         | 30-04-2020 |  | 14,027(+6.4%)  | 89(+6%)        |
| 01-05-2020                                                         | 01-05-2020 |  | 14,917(+6.3%)  | 93(+4.5%)      |
| 02-05-2020                                                         | 02-05-2020 |  | 15,828(+6.1%)  | 97(+4.3%)      |
| 03-05-2020                                                         | 03-05-2020 |  | 16,705(+5.5%)  | 99(+2.1%)      |
| 04-05-2020                                                         | 04-05-2020 |  | 17,489(+4.7%)  | 103(+4%)       |
| 05-05-2020                                                         | 05-05-2020 |  | 18,350(+4.9%)  | 107(+3.9%)     |
| 06-05-2020                                                         | 06-05-2020 |  | 19,255(+4.9%)  | 112(+4.7%)     |
| 07-05-2020                                                         | 07-05-2020 |  | 20,168(+4.7%)  | 116(+3.6%)     |
| 08-05-2020                                                         | 08-05-2020 |  | 21,101(+4.6%)  | 121(+4.3%)     |
| 09-05-2020                                                         | 09-05-2020 |  | 22,052(+4.5%)  | 126(+4.1%)     |
| 10-05-2020                                                         | 10-05-2020 |  | 22,973(+4.2%)  | 131(+4%)       |
| 11-05-2020                                                         | 11-05-2020 |  | 23,906(+4.1%)  | 135(+3.1%)     |
| 12-05-2020                                                         | 12-05-2020 |  | 24,873(+4%)    | 142(+5.2%)     |
| 13-05-2020                                                         | 13-05-2020 |  | 25,825(+3.8%)  | 146(+2.8%)     |
| 14-05-2020                                                         | 14-05-2020 |  | 26,772(+3.7%)  | 151(+3.4%)     |
| 15-05-2020                                                         | 15-05-2020 |  | 27,730(+3.6%)  | 156(+3.3%)     |
| 16-05-2020                                                         | 16-05-2020 |  | 28,681(+3.4%)  | 160(+2.6%)     |
| 17-05-2020                                                         | 17-05-2020 |  | 29,650(+3.4%)  | 165(+3.1%)     |
| 18-05-2020                                                         | 18-05-2020 |  | 30,572(+3.1%)  | 171(+3.6%)     |
| 19-05-2020                                                         | 19-05-2020 |  | 31,508(+3.1%)  | 175(+2.3%)     |
| 20-05-2020                                                         | 20-05-2020 |  | 32,426(+2.9%)  | 179(+2.3%)     |
| 21-05-2020                                                         | 21-05-2020 |  | 33,371(+2.9%)  | 185(+3.4%)     |
| 22-05-2020                                                         | 22-05-2020 |  | 34,303(+2.8%)  | 190(+2.7%)     |
| 23-05-2020                                                         | 23-05-2020 |  | 35,244(+2.7%)  | 194(+2.1%)     |
| 24-05-2020                                                         | 24-05-2020 |  | 36,198(+2.7%)  | 199(+2.6%)     |
| 25-05-2020                                                         | 25-05-2020 |  | 37,144(+2.6%)  | 204(+2.5%)     |
| 26-05-2020                                                         | 26-05-2020 |  | 38,059(+2.5%)  | 208(+2%)       |
| 27-05-2020                                                         | 27-05-2020 |  | 38,956(+2.4%)  | 214(+2.9%)     |
| 28-05-2020                                                         | 28-05-2020 |  | 39,858(+2.3%)  | 219(+2.3%)     |
| 29-05-2020                                                         | 29-05-2020 |  | 40,764(+2.3%)  | 224(+2.3%)     |
| 30-05-2020                                                         | 30-05-2020 |  | 41,658(+2.2%)  | 229(+2.2%)     |
| 31-05-2020                                                         | 31-05-2020 |  | 42,556(+2.2%)  | 235(+2.6%)     |
| 01-06-2020                                                         | 01-06-2020 |  | 43,403(+2%)    | 240(+2.1%)     |
| 02-06-2020                                                         | 02-06-2020 |  | 44,255(+2%)    | 243(+1.2%)     |
| 03-06-2020                                                         | 03-06-2020 |  | 45,116(+1.9%)  | 248(+2.1%)     |
| 04-06-2020                                                         | 04-06-2020 |  | 45,981(+1.9%)  | 253(+2%)       |
| 05-06-2020                                                         | 05-06-2020 |  | 46,868(+1.9%)  | 259(+2.4%)     |
| 06-06-2020                                                         | 06-06-2020 |  | 47,751(+1.9%)  | 263(+1.5%)     |
| 07-06-2020                                                         | 07-06-2020 |  | 48,630(+1.8%)  | 269(+2.3%)     |
| 08-06-2020                                                         | 08-06-2020 |  | 49,453(+1.7%)  | 276(+2.6%)     |
| 09-06-2020                                                         | 09-06-2020 |  | 50,265(+1.6%)  | 282(+2.2%)     |
| 10-06-2020                                                         | 10-06-2020 |  | 51,066(+1.6%)  | 288(+2.1%)     |
| 11-06-2020                                                         | 11-06-2020 |  | 51,816(+1.5%)  | 293(+1.7%)     |
| 12-06-2020                                                         | 12-06-2020 |  | 52,520(+1.4%)  | 298(+1.7%)     |
| 13-06-2020                                                         | 13-06-2020 |  | 53,241(+1.4%)  | 303(+1.7%)     |
| 14-06-2020                                                         | 14-06-2020 |  | 53,973(+1.4%)  | 308(+1.7%)     |
| 15-06-2020                                                         | 15-06-2020 |  | 54,680(+1.3%)  | 312(+1.3%)     |
| 16-06-2020                                                         | 16-06-2020 |  | 55,369(+1.3%)  | 318(+1.9%)     |
| 17-06-2020                                                         | 17-06-2020 |  | 56,032(+1.2%)  | 324(+1.9%)     |
| 18-06-2020                                                         | 18-06-2020 |  | 56,657(+1.1%)  | 331(+2.2%)     |
| 19-06-2020                                                         | 19-06-2020 |  | 57,333(+1.2%)  | 337(+1.8%)     |
| 20-06-2020                                                         | 20-06-2020 |  | 57,936(+1.1%)  | 343(+1.8%)     |
| 21-06-2020                                                         | 21-06-2020 |  | 58,505(+1%)    | 346(+0.9%)     |
| 22-06-2020                                                         | 22-06-2020 |  | 59,023(+0.9%)  | 351(+1.4%)     |
| 23-06-2020                                                         | 23-06-2020 |  | 59,487(+0.8%)  | 357(+1.7%)     |
| 24-06-2020                                                         | 24-06-2020 |  | 59,945(+0.8%)  | 362(+1.4%)     |
| 25-06-2020                                                         | 25-06-2020 |  | 60,382(+0.7%)  | 367(+1.4%)     |
| 26-06-2020                                                         | 26-06-2020 |  | 60,713(+0.5%)  | 373(+1.6%)     |
| 27-06-2020                                                         | 27-06-2020 |  | 61,095(+0.6%)  | 377(+1.1%)     |
| 28-06-2020                                                         | 28-06-2020 |  | 61,475(+0.6%)  | 383(+1.6%)     |
| 29-06-2020                                                         | 29-06-2020 |  | 61,790(+0.5%)  | 387(+1%)       |
| 30-06-2020                                                         | 30-06-2020 |  | 62,118(+0.5%)  | 392(+1.3%)     |
| 01-07-2020                                                         | 01-07-2020 |  | 62,424(+0.5%)  | 398(+1.5%)     |
| 02-07-2020                                                         | 02-07-2020 |  | 62,698(+0.4%)  | 405(+1.8%)     |
| 03-07-2020                                                         | 03-07-2020 |  | 62,997(+0.5%)  | 412(+1.7%)     |
| 04-07-2020                                                         | 04-07-2020 |  | 63,270(+0.4%)  | 418(+1.5%)     |
| 05-07-2020                                                         | 05-07-2020 |  | 63,554(+0.4%)  | 423(+1.2%)     |
| 06-07-2020                                                         | 06-07-2020 |  | 63,804(+0.4%)  | 429(+1.4%)     |
| 07-07-2020                                                         | 07-07-2020 |  | 64,003(+0.3%)  | 436(+1.6%)     |
| 08-07-2020                                                         | 08-07-2020 |  | 64,224(+0.3%)  | 443(+1.6%)     |
| 09-07-2020                                                         | 09-07-2020 |  | 64,411(+0.3%)  | 449(+1.4%)     |
| 10-07-2020                                                         | 10-07-2020 |  | 64,604(+0.3%)  | 454(+1.1%)     |
| 11-07-2020                                                         | 11-07-2020 |  | 64,767(+0.3%)  | 459(+1.1%)     |
| 12-07-2020                                                         | 12-07-2020 |  | 64,932(+0.3%)  | 464(+1.1%)     |
| 13-07-2020                                                         | 13-07-2020 |  | 65,114(+0.3%)  | 468(+0.9%)     |
| 14-07-2020                                                         | 14-07-2020 |  | 65,269(+0.2%)  | 474(+1.3%)     |
| 15-07-2020                                                         | 15-07-2020 |  | 65,443(+0.3%)  | 480(+1.3%)     |
| 16-07-2020                                                         | 16-07-2020 |  | 65,623(+0.3%)  | 485(+1%)       |
| 17-07-2020                                                         | 17-07-2020 |  | 65,782(+0.2%)  | 491(+1.2%)     |
| 18-07-2020                                                         | 18-07-2020 |  | 65,953(+0.3%)  | 495(+0.8%)     |
| 19-07-2020                                                         | 19-07-2020 |  | 66,095(+0.2%)  | 499(+0.8%)     |
| 20-07-2020                                                         | 20-07-2020 |  | 66,213(+0.2%)  | 503(+0.8%)     |
| 21-07-2020                                                         | 21-07-2020 |  | 66,348(+0.2%)  | 507(+0.8%)     |
| 22-07-2020                                                         | 22-07-2020 |  | 66,521(+0.3%)  | 513(+1.2%)     |
| 23-07-2020                                                         | 23-07-2020 |  | 66,688(+0.3%)  | 519(+1.2%)     |
| 24-07-2020                                                         | 24-07-2020 |  | 66,846(+0.2%)  | 524(+1%)       |
| 25-07-2020                                                         | 25-07-2020 |  | 67,002(+0.2%)  | 530(+1.1%)     |
| 26-07-2020                                                         | 26-07-2020 |  | 67,132(+0.2%)  | 534(+0.8%)     |
| 27-07-2020                                                         | 27-07-2020 |  | 67,251(+0.2%)  | 538(+0.7%)     |
| 28-07-2020                                                         | 28-07-2020 |  | 67,366(+0.2%)  | 543(+0.9%)     |
| 29-07-2020                                                         | 29-07-2020 |  | 67,518(+0.2%)  | 548(+0.9%)     |
| 30-07-2020                                                         | 30-07-2020 |  | 67,665(+0.2%)  | 553(+0.9%)     |
| 31-07-2020                                                         | 31-07-2020 |  | 67,808(+0.2%)  | 559(+1.1%)     |
| 01-08-2020                                                         | 01-08-2020 |  | 67,946(+0.2%)  | 563(+0.7%)     |
| 02-08-2020                                                         | 02-08-2020 |  | 68,067(+0.2%)  | 567(+0.7%)     |
| 03-08-2020                                                         | 03-08-2020 |  | 68,166(+0.1%)  | 571(+0.7%)     |
| 04-08-2020                                                         | 04-08-2020 |  | 68,250(+0.1%)  | 574(+0.5%)     |
| 05-08-2020                                                         | 05-08-2020 |  | 68,376(+0.2%)  | 577(+0.5%)     |
| 06-08-2020                                                         | 06-08-2020 |  | 68,503(+0.2%)  | 580(+0.5%)     |
| 07-08-2020                                                         | 07-08-2020 |  | 68,614(+0.2%)  | 583(+0.5%)     |
| 08-08-2020                                                         | 08-08-2020 |  | 68,738(+0.2%)  | 585(+0.3%)     |
| 09-08-2020                                                         | 09-08-2020 |  | 68,850(+0.2%)  | 587(+0.3%)     |
| 10-08-2020                                                         | 10-08-2020 |  | 68,947(+0.1%)  | 589(+0.3%)     |
| 11-08-2020                                                         | 11-08-2020 |  | 69,005(+0.1%)  | 592(+0.5%)     |
| 12-08-2020                                                         | 12-08-2020 |  | 69,102(+0.1%)  | 595(+0.5%)     |
| 13-08-2020                                                         | 13-08-2020 |  | 69,203(+0.1%)  | 599(+0.7%)     |
| 14-08-2020                                                         | 14-08-2020 |  | 69,308(+0.2%)  | 603(+0.7%)     |
| 15-08-2020                                                         | 15-08-2020 |  | 69,424(+0.2%)  | 607(+0.7%)     |
| 16-08-2020                                                         | 16-08-2020 |  | 69,516(+0.1%)  | 610(+0.5%)     |
| 17-08-2020                                                         | 17-08-2020 |  | 69,589(+0.1%)  | 613(+0.5%)     |
| 18-08-2020                                                         | 18-08-2020 |  | 69,673(+0.1%)  | 617(+0.7%)     |
| 19-08-2020                                                         | 19-08-2020 |  | 69,801(+0.2%)  | 622(+0.8%)     |
| 20-08-2020                                                         | 20-08-2020 |  | 69,950(+0.2%)  | 627(+0.8%)     |
| 21-08-2020                                                         | 21-08-2020 |  | 70,111(+0.2%)  | 632(+0.8%)     |
| 22-08-2020                                                         | 22-08-2020 |  | 70,285(+0.2%)  | 637(+0.8%)     |
| 23-08-2020                                                         | 23-08-2020 |  | 70,468(+0.3%)  | 642(+0.8%)     |
| 24-08-2020                                                         | 24-08-2020 |  | 70,645(+0.3%)  | 646(+0.6%)     |
| 25-08-2020                                                         | 25-08-2020 |  | 70,727(+0.1%)  | 652(+0.9%)     |
| 26-08-2020                                                         | 26-08-2020 |  | 70,974(+0.3%)  | 657(+0.8%)     |
| 27-08-2020                                                         | 27-08-2020 |  | 71,165(+0.3%)  | 662(+0.8%)     |
| 28-08-2020                                                         | 28-08-2020 |  | 71,346(+0.3%)  | 667(+0.8%)     |
| 29-08-2020                                                         | 29-08-2020 |  | 71,523(+0.2%)  | 671(+0.6%)     |
| 30-08-2020                                                         | 30-08-2020 |  | 71,687(+0.2%)  | 676(+0.7%)     |
| 31-08-2020                                                         | 31-08-2020 |  | 71,843(+0.2%)  | 681(+0.7%)     |
| 01-09-2020                                                         | 01-09-2020 |  | 71,962(+0.2%)  | 686(+0.7%)     |
| 02-09-2020                                                         | 02-09-2020 |  | 72,141(+0.2%)  | 691(+0.7%)     |
| 03-09-2020                                                         | 03-09-2020 |  | 72,302(+0.2%)  | 696(+0.7%)     |
| 04-09-2020                                                         | 04-09-2020 |  | 72,485(+0.3%)  | 701(+0.7%)     |
| 05-09-2020                                                         | 05-09-2020 |  | 72,663(+0.2%)  | 705(+0.6%)     |
| 06-09-2020                                                         | 06-09-2020 |  | 72,859(+0.3%)  | 711(+0.9%)     |
| 07-09-2020                                                         | 07-09-2020 |  | 73,031(+0.2%)  | 716(+0.7%)     |
| 08-09-2020                                                         | 08-09-2020 |  | 73,208(+0.2%)  | 721(+0.7%)     |
| 09-09-2020                                                         | 09-09-2020 |  | 73,402(+0.3%)  | 726(+0.7%)     |
| 10-09-2020                                                         | 10-09-2020 |  | 73,591(+0.3%)  | 732(+0.8%)     |
| 11-09-2020                                                         | 11-09-2020 |  | 73,784(+0.3%)  | 738(+0.8%)     |
| 12-09-2020                                                         | 12-09-2020 |  | 73,975(+0.3%)  | 744(+0.8%)     |
| 13-09-2020                                                         | 13-09-2020 |  | 74,173(+0.3%)  | 750(+0.8%)     |
| 14-09-2020                                                         | 14-09-2020 |  | 74,360(+0.3%)  | 756(+0.8%)     |
| 15-09-2020                                                         | 15-09-2020 |  | 74,552(+0.3%)  | 761(+0.7%)     |
| 16-09-2020                                                         | 16-09-2020 |  | 74,763(+0.3%)  | 767(+0.8%)     |
| 17-09-2020                                                         | 17-09-2020 |  | 74,987(+0.3%)  | 771(+0.5%)     |
| 18-09-2020                                                         | 18-09-2020 |  | 75,230(+0.3%)  | 773(+0.3%)     |
| 19-09-2020                                                         | 19-09-2020 |  | 75,461(+0.3%)  | 776(+0.4%)     |
| 20-09-2020                                                         | 20-09-2020 |  | 75,674(+0.3%)  | 780(+0.5%)     |
| 21-09-2020                                                         | 21-09-2020 |  | 75,898(+0.3%)  | 785(+0.6%)     |
| 22-09-2020                                                         | 22-09-2020 |  | 76,104(+0.3%)  | 791(+0.8%)     |
| 23-09-2020                                                         | 23-09-2020 |  | 76,357(+0.3%)  | 796(+0.6%)     |
| 24-09-2020                                                         | 24-09-2020 |  | 76,651(+0.4%)  | 802(+0.8%)     |
| 25-09-2020                                                         | 25-09-2020 |  | 76,957(+0.4%)  | 807(+0.6%)     |
| 26-09-2020                                                         | 26-09-2020 |  | 77,289(+0.4%)  | 813(+0.7%)     |
| 27-09-2020                                                         | 27-09-2020 |  | 77,609(+0.4%)  | 818(+0.6%)     |
| 28-09-2020                                                         | 28-09-2020 |  | 77,946(+0.4%)  | 822(+0.5%)     |
| 29-09-2020                                                         | 29-09-2020 |  | 78,260(+0.4%)  | 828(+0.7%)     |
| 30-09-2020                                                         | 30-09-2020 |  | 78,631(+0.5%)  | 833(+0.6%)     |
| 01-10-2020                                                         | 01-10-2020 |  | 79,019(+0.5%)  | 839(+0.7%)     |
| 02-10-2020                                                         | 02-10-2020 |  | 79,421(+0.5%)  | 844(+0.6%)     |
| 03-10-2020                                                         | 03-10-2020 |  | 79,852(+0.5%)  | 851(+0.8%)     |
| 04-10-2020                                                         | 04-10-2020 |  | 80,295(+0.6%)  | 857(+0.7%)     |
| 05-10-2020                                                         | 05-10-2020 |  | 80,696(+0.5%)  | 862(+0.6%)     |
| 06-10-2020                                                         | 06-10-2020 |  | 81,090(+0.5%)  | 868(+0.7%)     |
| 07-10-2020                                                         | 07-10-2020 |  | 81,505(+0.5%)  | 874(+0.7%)     |
| 08-10-2020                                                         | 08-10-2020 |  | 81,982(+0.6%)  | 880(+0.7%)     |
| 09-10-2020                                                         | 09-10-2020 |  | 82,471(+0.6%)  | 885(+0.6%)     |
| 10-10-2020                                                         | 10-10-2020 |  | 83,023(+0.7%)  | 891(+0.7%)     |
| 11-10-2020                                                         | 11-10-2020 |  | 83,534(+0.6%)  | 896(+0.6%)     |
| 12-10-2020                                                         | 12-10-2020 |  | 83,998(+0.6%)  | 901(+0.6%)     |
| 13-10-2020                                                         | 13-10-2020 |  | 84,524(+0.6%)  | 906(+0.6%)     |
| 14-10-2020                                                         | 14-10-2020 |  | 85,121(+0.7%)  | 911(+0.6%)     |
| 15-10-2020                                                         | 15-10-2020 |  | 85,734(+0.7%)  | 916(+0.5%)     |
| 16-10-2020                                                         | 16-10-2020 |  | 86,392(+0.8%)  | 921(+0.5%)     |
| 17-10-2020                                                         | 17-10-2020 |  | 87,063(+0.8%)  | 925(+0.4%)     |
| 18-10-2020                                                         | 18-10-2020 |  | 87,698(+0.7%)  | 929(+0.4%)     |
| 19-10-2020                                                         | 19-10-2020 |  | 88,290(+0.7%)  | 933(+0.4%)     |
| 20-10-2020                                                         | 20-10-2020 |  | 88,909(+0.7%)  | 937(+0.4%)     |
| 21-10-2020                                                         | 21-10-2020 |  | 89,642(+0.8%)  | 941(+0.4%)     |
| 22-10-2020                                                         | 22-10-2020 |  | 90,380(+0.8%)  | 945(+0.4%)     |
| 23-10-2020                                                         | 23-10-2020 |  | 91,167(+0.9%)  | 949(+0.4%)     |
| 24-10-2020                                                         | 24-10-2020 |  | 91,978(+0.9%)  | 953(+0.4%)     |
| 25-10-2020                                                         | 25-10-2020 |  | 92,823(+0.9%)  | 957(+0.4%)     |
| 26-10-2020                                                         | 26-10-2020 |  | 93,707(+1%)    | 961(+0.4%)     |
| 27-10-2020                                                         | 27-10-2020 |  | 94,609(+1%)    | 965(+0.4%)     |
| 28-10-2020                                                         | 28-10-2020 |  | 95,545(+1%)    | 969(+0.4%)     |
| 29-10-2020                                                         | 29-10-2020 |  | 96,529(+1%)    | 973(+0.4%)     |
| 30-10-2020                                                         | 30-10-2020 |  | 97,499(+1%)    | 977(+0.4%)     |
| 31-10-2020                                                         | 31-10-2020 |  | 98,482(+1%)    | 980(+0.3%)     |
| 01-11-2020                                                         | 01-11-2020 |  | 99,459(+1%)    | 985(+0.5%)     |
| 02-11-2020                                                         | 02-11-2020 |  | 100,400(+0.9%) | 989(+0.4%)     |
| 03-11-2020                                                         | 03-11-2020 |  | 101,329(+0.9%) | 992(+0.3%)     |
| 04-11-2020                                                         | 04-11-2020 |  | 102,313(+1%)   | 995(+0.3%)     |
| 05-11-2020                                                         | 05-11-2020 |  | 103,295(+1%)   | 998(+0.3%)     |
| 06-11-2020                                                         | 06-11-2020 |  | 104,286(+1%)   | 1001(+0.3%)    |
| 07-11-2020                                                         | 07-11-2020 |  | 105,283(+1%)   | 1004(+0.3%)    |
| 08-11-2020                                                         | 08-11-2020 |  | 106,279(+0.9%) | 1007(+0.3%)    |
| 09-11-2020                                                         | 09-11-2020 |  | 107,262(+0.9%) | 1011(+0.4%)    |
| 10-11-2020                                                         | 10-11-2020 |  | 108,300(+1%)   | 1016(+0.5%)    |
| 11-11-2020                                                         | 11-11-2020 |  | 109,357(+1%)   | 1022(+0.6%)    |
| 12-11-2020                                                         | 12-11-2020 |  | 110,455(+1%)   | 1027(+0.5%)    |
| 13-11-2020                                                         | 13-11-2020 |  | 111,622(+1.1%) | 1033(+0.6%)    |
| 14-11-2020                                                         | 14-11-2020 |  | 112,870(+1.1%) | 1039(+0.6%)    |
| 15-11-2020                                                         | 15-11-2020 |  | 114,185(+1.2%) | 1046(+0.7%)    |
| 16-11-2020                                                         | 16-11-2020 |  | 115,448(+1.1%) | 1053(+0.7%)    |
| 17-11-2020                                                         | 17-11-2020 |  | 116,699(+1.1%) | 1060(+0.7%)    |
| 18-11-2020                                                         | 18-11-2020 |  | 118,008(+1.1%) | 1067(+0.7%)    |
| 19-11-2020                                                         | 19-11-2020 |  | 119,390(+1.2%) | 1074(+0.7%)    |
| 20-11-2020                                                         | 20-11-2020 |  | 120,847(+1.2%) | 1081(+0.7%)    |
| 21-11-2020                                                         | 21-11-2020 |  | 122,435(+1.3%) | 1089(+0.7%)    |
| 22-11-2020                                                         | 22-11-2020 |  | 123,999(+1.3%) | 1096(+0.6%)    |
| 23-11-2020                                                         | 23-11-2020 |  | 125,482(+1.2%) | 1104(+0.7%)    |
| 24-11-2020                                                         | 24-11-2020 |  | 126,953(+1.2%) | 1112(+0.7%)    |
| 25-11-2020                                                         | 25-11-2020 |  | 128,449(+1.2%) | 1119(+0.6%)    |
| 26-11-2020                                                         | 26-11-2020 |  | 130,012(+1.2%) | 1128(+0.8%)    |
| 27-11-2020                                                         | 27-11-2020 |  | 131,633(+1.2%) | 1136(+0.7%)    |
| 28-11-2020                                                         | 28-11-2020 |  | 133,324(+1.3%) | 1143(+0.6%)    |
| 29-11-2020                                                         | 29-11-2020 |  | 135,008(+1.3%) | 1151(+0.7%)    |
| 30-11-2020                                                         | 30-11-2020 |  | 136,647(+1.2%) | 1158(+0.6%)    |
| 01-12-2020                                                         | 01-12-2020 |  | 138,219(+1.2%) | 1166(+0.7%)    |
| 02-12-2020                                                         | 02-12-2020 |  | 139,908(+1.2%) | 1174(+0.7%)    |
| 03-12-2020                                                         | 03-12-2020 |  | 141,609(+1.2%) | 1181(+0.6%)    |
| 04-12-2020                                                         | 04-12-2020 |  | 143,383(+1.3%) | 1190(+0.8%)    |
| 05-12-2020                                                         | 05-12-2020 |  | 145,279(+1.3%) | 1198(+0.7%)    |
| 06-12-2020                                                         | 06-12-2020 |  | 147,157(+1.3%) | 1207(+0.8%)    |
| 07-12-2020                                                         | 07-12-2020 |  | 148,953(+1.2%) | 1215(+0.7%)    |
| 08-12-2020                                                         | 08-12-2020 |  | 150,602(+1.1%) | 1222(+0.6%)    |
| 09-12-2020                                                         | 09-12-2020 |  | 152,453(+1.2%) | 1230(+0.7%)    |
| 10-12-2020                                                         | 10-12-2020 |  | 154,392(+1.3%) | 1238(+0.7%)    |
| 11-12-2020                                                         | 11-12-2020 |  | 156,359(+1.3%) | 1246(+0.6%)    |
| 12-12-2020                                                         | 12-12-2020 |  | 158,334(+1.3%) | 1254(+0.6%)    |
| 13-12-2020                                                         | 13-12-2020 |  | 160,295(+1.2%) | 1263(+0.7%)    |
| 14-12-2020                                                         | 14-12-2020 |  | 162,148(+1.2%) | 1273(+0.8%)    |
| 15-12-2020                                                         | 15-12-2020 |  | 164,059(+1.2%) | 1282(+0.7%)    |
| 16-12-2020                                                         | 16-12-2020 |  | 165,897(+1.1%) | 1291(+0.7%)    |
| 17-12-2020                                                         | 17-12-2020 |  | 167,731(+1.1%) | 1299(+0.6%)    |
| 18-12-2020                                                         | 18-12-2020 |  | 169,648(+1.1%) | 1308(+0.7%)    |
| 19-12-2020                                                         | 19-12-2020 |  | 171,579(+1.1%) | 1316(+0.6%)    |
| 20-12-2020                                                         | 20-12-2020 |  | 173,523(+1.1%) | 1324(+0.6%)    |
| 21-12-2020                                                         | 21-12-2020 |  | 175,416(+1.1%) | 1333(+0.7%)    |
| 22-12-2020                                                         | 22-12-2020 |  | 177,274(+1.1%) | 1341(+0.6%)    |
| 23-12-2020                                                         | 23-12-2020 |  | 179,196(+1.1%) | 1349(+0.6%)    |
| 24-12-2020                                                         | 24-12-2020 |  | 181,113(+1.1%) | 1358(+0.7%)    |
| 25-12-2020                                                         | 25-12-2020 |  | 183,006(+1%)   | 1367(+0.7%)    |
| 26-12-2020                                                         | 26-12-2020 |  | 184,922(+1%)   | 1376(+0.7%)    |
| 27-12-2020                                                         | 27-12-2020 |  | 186,747(+1%)   | 1385(+0.7%)    |
| 28-12-2020                                                         | 28-12-2020 |  | 188,588(+1%)   | 1394(+0.6%)    |
| 29-12-2020                                                         | 29-12-2020 |  | 190,404(+1%)   | 1404(+0.7%)    |
| 30-12-2020                                                         | 30-12-2020 |  | 192,361(+1%)   | 1414(+0.7%)    |
| 31-12-2020                                                         | 31-12-2020 |  | 194,284(+1%)   | 1424(+0.7%)    |
| 01-01-2021                                                         | 01-01-2021 |  | 196,223(+1%)   | 1433(+0.6%)    |
| 02-01-2021                                                         | 02-01-2021 |  | 198,125(+1%)   | 1,442(+0.6%)   |
| 03-01-2021                                                         | 03-01-2021 |  | 199,962(+0.9%) | 1,451(+0.6%)   |
| 04-01-2021                                                         | 04-01-2021 |  | 201,831(+0.9%) | 1,461(+0.7%)   |
| 05-01-2021                                                         | 05-01-2021 |  | 203,104(+0.6%) | 1,471(+0.7%)   |
| 06-01-2021                                                         | 06-01-2021 |  | 204,958(+0.9%) | 1,480(+0.6%)   |
| 07-01-2021                                                         | 07-01-2021 |  | 206,796(+0.9%) | 1,489(+0.6%)   |
| 08-01-2021                                                         | 08-01-2021 |  | 208,601(+0.9%) | 1,498(+0.6%)   |
| 09-01-2021                                                         | 09-01-2021 |  | 210,368(+0.8%) | 1,507(+0.6%)   |
| 10-01-2021                                                         | 10-01-2021 |  | 212,201(+0.9%) | 1,517(+0.7%)   |
| 11-01-2021                                                         | 11-01-2021 |  | 213,993(+0.8%) | 1,528(+0.7%)   |
| 12-01-2021                                                         | 12-01-2021 |  | 215,724(+0.8%) | 1,535(+0.6%)   |
| 13-01-2021                                                         | 13-01-2021 |  | 217,696(+0.9%) | 1,544(+0.6%)   |
| 14-01-2021                                                         | 14-01-2021 |  | 219,663(+0.9%) | 1,554(+0.6%)   |
| 15-01-2021                                                         | 15-01-2021 |  | 221,604(+0.9%) | 1,564(+0.6%)   |
| 16-01-2021                                                         | 16-01-2021 |  | 223,537(+0.9%) | 1,573(+0.6%)   |
| 17-01-2021                                                         | 17-01-2021 |  | 225,461(+0.9%) | 1,582(+0.6%)   |
| 18-01-2021                                                         | 18-01-2021 |  | 227,360(+0.8%) | 1,591(+0.6%)   |
| 19-01-2021                                                         | 19-01-2021 |  | 228,716(+0.6%) | 1,601(+0.6%)   |
| 20-01-2021                                                         | 20-01-2021 |  | 230,494(+0.8%) | 1,610(+0.6%)   |
| 21-01-2021                                                         | 21-01-2021 |  | 232,298(+0.8%) | 1,619(+0.6%)   |
| 22-01-2021                                                         | 22-01-2021 |  | 234,111(+0.8%) | 1,628(+0.6%)   |
| 23-01-2021                                                         | 23-01-2021 |  | 235,859(+0.7%) | 1,639(+0.7%)   |
| 24-01-2021                                                         | 24-01-2021 |  | 237,611(+0.7%) | 1,649(+0.6%)   |
| 25-01-2021                                                         | 25-01-2021 |  | 238,635(+0.4%) | 1,658(+0.5%)   |
| 26-01-2021                                                         | 26-01-2021 |  | 239,482(+0.4%) | 1,668(+0.6%)   |
| 27-01-2021                                                         | 27-01-2021 |  | 241,133(+0.7%) | 1,678(+0.6%)   |
| 28-01-2021                                                         | 28-01-2021 |  | 242,851(+0.7%) | 1,688(+0.6%)   |
| 29-01-2021                                                         | 29-01-2021 |  | 244,718(+0.8%) | 1,698(+0.6%)   |
| 30-01-2021                                                         | 30-01-2021 |  | 246,570(+0.8%) | 1,708(+0.6%)   |
| 31-01-2021                                                         | 31-01-2021 |  | 248,336(+0.7%) | 1,718(+0.6%)   |
| 01-02-2021                                                         | 01-02-2021 |  | 249,295(+0.4%) | 1,728(+0.6%)   |
| 02-02-2021                                                         | 02-02-2021 |  | 249,994(+0.3%) | 1,737(+0.5%)   |
| 03-02-2021                                                         | 03-02-2021 |  | 251,705(+0.7%) | 1,746(+0.5%)   |
| 04-02-2021                                                         | 04-02-2021 |  | 253,413(+0.7%) | 1,755(+0.5%)   |
| 05-02-2021                                                         | 05-02-2021 |  | 255,172(+0.7%) | 1,764(+0.5%)   |
| 06-02-2021                                                         | 06-02-2021 |  | 256,959(+0.7%) | 1,773(+0.5%)   |
| 07-02-2021                                                         | 07-02-2021 |  | 258,691(+0.7%) | 1,783(+0.6%)   |
| 08-02-2021                                                         | 08-02-2021 |  | 259,499(+0.3%) | 1,792(+0.5%)   |
| 09-02-2021                                                         | 09-02-2021 |  | 260,060(+0.2%) | 1,801(+0.5%)   |
| 10-02-2021                                                         | 10-02-2021 |  | 261,859(+0.7%) | 1,811(+0.6%)   |
| 11-02-2021                                                         | 11-02-2021 |  | 263,551(+0.6%) | 1,820(+0.5%)   |
| 12-02-2021                                                         | 12-02-2021 |  | 265,284(+0.7%) | 1,830(+0.5%)   |
| 13-02-2021                                                         | 13-02-2021 |  | 267,029(+0.7%) | 1,840(+0.5%)   |
| 14-02-2021                                                         | 14-02-2021 |  | 268,687(+0.6%) | 1,849(+0.5%)   |
| 15-02-2021                                                         | 15-02-2021 |  | 269,787(+0.4%) | 1,858(+0.5%)   |
| 16-02-2021                                                         | 16-02-2021 |  | 270,921(+0.4%) | 1,867(+0.5%)   |
| 17-02-2021                                                         | 17-02-2021 |  | 272,273(+0.5%) | 1,876(+0.5%)   |
| 18-02-2021                                                         | 18-02-2021 |  | 273,659(+0.5%) | 1,885(+0.5%)   |
| 19-02-2021                                                         | 19-02-2021 |  | 275,322(+0.6%) | 1,894(+0.5%)   |
| 20-02-2021                                                         | 20-02-2021 |  | 276,990(+0.6%) | 1,903(+0.5%)   |
| 21-02-2021                                                         | 21-02-2021 |  | 278,312(+0.5%) | 1,912(+0.5%)   |
| 22-02-2021                                                         | 22-02-2021 |  | 279,456(+0.4%) | 1,921(+0.5%)   |
| 23-02-2021                                                         | 23-02-2021 |  | 280,428(+0.3%) | 1,930(+0.5%)   |
| 24-02-2021                                                         | 24-02-2021 |  | 281,707(+0.5%) | 1,939(+0.5%)   |
| 25-02-2021                                                         | 25-02-2021 |  | 282,898(+0.4%) | 1,948(+0.5%)   |
| 26-02-2021                                                         | 26-02-2021 |  | 284,500(+0.6%) | 1,957(+0.5%)   |
| 27-02-2021                                                         | 27-02-2021 |  | 285,959(+0.5%) | 1,966(+0.5%)   |
| 28-02-2021                                                         | 28-02-2021 |  | 287,306(+0.5%) | 1,976(+0.5%)   |
| 01-03-2021                                                         | 01-03-2021 |  | 288,267(+0.3%) | 1,985(+0.5%)   |
| 02-03-2021                                                         | 02-03-2021 |  | 289,136(+0.3%) | 1,993(+0.4%)   |
| 03-03-2021                                                         | 03-03-2021 |  | 290,447(+0.5%) | 2,002(+0.5%)   |
| 04-03-2021                                                         | 04-03-2021 |  | 291,621(+0.4%) | 2,011(+0.4%)   |
| 05-03-2021                                                         | 05-03-2021 |  | 293,103(+0.5%) | 2,020(+0.4%)   |
| 06-03-2021                                                         | 06-03-2021 |  | 294,432(+0.5%) | 2,029(+0.4%)   |
| 07-03-2021                                                         | 07-03-2021 |  | 295,511(+0.4%) | 2,038(+0.4%)   |
| 08-03-2021                                                         | 08-03-2021 |  | 296,441(+0.3%) | 2,047(+0.4%)   |
| 09-03-2021                                                         | 09-03-2021 |  | 297,514(+0.4%) | 2,055(+0.4%)   |
| 10-03-2021                                                         | 10-03-2021 |  | 298,123(+0.2%) | 2,063(+0.4%)   |
| 11-03-2021                                                         | 11-03-2021 |  | 298,960(+0.3%) | 2,070(+0.3%)   |
| 12-03-2021                                                         | 12-03-2021 |  | 300,146(+0.4%) | 2,078(+0.4%)   |
| 13-03-2021                                                         | 13-03-2021 |  | 301,328(+0.4%) | 2,087(+0.4%)   |
| 14-03-2021                                                         | 14-03-2021 |  | 302,323(+0.3%) | 2,095(+0.4%)   |
| 15-03-2021                                                         | 15-03-2021 |  | 303,270(+0.3%) | 2,103(+0.4%)   |
| 16-03-2021                                                         | 16-03-2021 |  | 304,146(+0.3%) | 2,112(+0.4%)   |
| 17-03-2021                                                         | 17-03-2021 |  | 305,270(+0.4%) | 2,121(+0.4%)   |
| 18-03-2021                                                         | 18-03-2021 |  | 306,524(+0.4%) | 2,130(+0.4%)   |
| 19-03-2021                                                         | 19-03-2021 |  | 307,938(+0.5%) | 2,139(+0.4%)   |
| Fonti: - Ministero della sanità - Ultimo aggiornamento: 19.03.2021 |            |  |                |                |

## Cronologia

### Febbraio
Il 28 febbraio la Bielorussia ha confermato il suo primo caso, si trattava di uno studente iraniano risultato positivo il 27 febbraio e ricoverato in un ospedale di Minsk. L'individuo è arrivato in Bielorussia con un volo da Baku, in Azerbaigian, il 22 febbraio.

### Marzo
Il 13 marzo, 27 casi sono stati confermati a Grodno, Gomel, Minsk, Vitebsk e Regione di Minsk, tra cui 5 studenti della Facoltà di relazioni internazionali dell'Università statale bielorussa. Tre pazienti furono dimessi dagli ospedali.
Al 30 marzo, sono stati segnalati in totale 152 casi confermati, inclusi 47 guariti. Più di 30.000 test COVID-19 erano stati condotti dal 23 gennaio.
Il 31 marzo, i media hanno riportato la prima morte non ufficiale nel paese, si trattava di un paziente di 75 anni positivo a Vitebsk. Secondo quanto riferito, il paziente soffriva di una malattia polmonare cronica. Più tardi quel giorno, il primo caso di morte per COVID-19 fu confermato dal Ministero della Salute della Bielorussia.

### Aprile
Il 1º aprile, il Ministero della salute ha segnalato la seconda morte di un paziente COVID-19 anziano con malattie croniche.
Il 4 aprile sono stati segnalati in totale 440 casi confermati, tra cui 41 recuperi e 5 decessi. Secondo i media, il numero decrescente di recuperi è dovuto ai cambiamenti nella metodologia di conteggio utilizzata dai funzionari: prima del 30 marzo, sia i pazienti dimessi che quelli che si stavano "preparando a essere dimessi" erano stati riportati come recuperati; dopo il 30 marzo, solo i pazienti dimessi vengono conteggiati come guariti.
Il 24 aprile sono stati segnalati 8.773 casi totalo confermati, tra cui 1120 guariti e 63 decessi, ed erano stati condotti oltre 130.000 test COVID-19.

### Maggio
L'11 maggio sono stati segnalati in totale 23.906 casi totali confermati, tra cui 6.531 guariti e 135 decessi, ed erano stati condotti più di 274.000 test COVID-19. Secondo la pubblicazione BelTA dell'11 maggio, il 9 maggio la Bielorussia ha ricevuto 100.000 test diagnostici rapidi dalla Cina, con consegna prevista per un altro lotto nella prossima settimana. Secondo quanto riferito, i test sono stati acquistati con i fondi donati al Ministero della Salute bielorusso dal pubblico e il loro uso iniziale deve essere limitato alle istituzioni sanitarie fino al ricevimento del lotto successivo, dopodiché i test devono essere resi disponibili al pubblico.

### Giugno
Il 9 giugno, i casi confermati hanno superato quota 50.000.

## Risposta del governo
Il 16 marzo, il presidente della Bielorussia, Aleksandr Lukašenko, ha respinto la minaccia del coronavirus e ha incoraggiato a lavorare nei campi e guidare i trattori come un modo per superare la pandemia: "Devi solo lavorare, soprattutto ora, in un villaggio [...] lì, il trattore guarirà tutti. I campi guariranno tutti". Nei suoi ulteriori commenti sulla pandemia, il leader bielorusso l'ha definita una "psicosi", e il 28 marzo ha giocato una partita di hockey, affermando in seguito in un'intervista "è meglio morire in piedi, che vivere in ginocchio [...] lo sport, soprattutto sul ghiaccio, è meglio di qualsiasi farmaco antivirale". In precedenza, in una riunione ufficiale, Lukašenko aveva proposto di "avvelenare" il coronavirus con la vodka.
Il 25 marzo è stata istituita una quarantena obbligatoria di 14 giorni per le persone che entrano in Bielorussia da paesi colpiti dalla pandemia, ad eccezione dei diplomatici e delle loro famiglie, degli equipaggi aerei e delle persone che transitano in Bielorussia.
Al 30 marzo, la Bielorussia non aveva avviato uno sforzo di quarantena a livello nazionale. Ciò, oltre alla graduale diminuzione della trasparenza delle relazioni ufficiali sulla pandemia, ha portato a critiche da parte della stampa e della popolazione, sottolineando l'assenza di informazioni aggiornate sui territori colpiti dal virus, diminuendo la frequenza di aggiornamento e aumentando ambiguità delle relazioni ufficiali, nonché moderazione dei media non governativi dalle sessioni del governo sulla situazione epidemiologica nel paese.
Il 4 aprile, il Ministero della Pubblica Istruzione della Bielorussia ha annunciato la proroga di una settimana per le vacanze di primavera. Il 10 aprile seguì un'altra proroga di una settimana.
Il 9 aprile, il governo ha emesso un requisito obbligatorio di autoisolamento di 14 giorni per i cittadini stranieri e bielorussi con diagnosi COVID-19 confermata o lo stato del contatto di primo o secondo livello. Le sanzioni per la violazione dell'obbligo comprendono la detenzione amministrativa, l'ammenda e la reclusione.
Il 30 aprile, il capo medico del Vitebsk Clinical Emergency Hospital, Sergej Lazar, è stato sollevato dalla sua posizione poco dopo la pubblicazione della sua intervista con TuT.By, dove ha criticato le misure adottate dal governo contro la pandemia e ha menzionato la carenza di dispositivi di protezione medica. Secondo il segretario stampa del Ministero della Salute, Julija Borodun, il licenziamento di Sergej Lazar non era legato alla pubblicazione.
Il 9 maggio, nonostante le raccomandazioni dell'OMS sul distanziamento sociale, l'annuale parata militare del Giorno della Vittoria ha avuto luogo a Minsk, secondo quanto riferito ha coinvolto oltre 15.000 spettatori e 4.000 militari. Hanno partecipato gli ambasciatori di 18 paesi (Azerbaigian, Armenia, Ungheria, Venezuela, Vietnam, Iran, Corea del Nord, Kazakistan, Cina, Kirghizistan, Moldavia, Palestina, Russia, Slovacchia, Turchia, Tagikistan, Emirati Arabi Uniti e Serbia), nonché incaricati d'affari del Sudan, della Libia e del Pakistan, e il rappresentante permanente della Russia presso la CSI, Andrej Grozov.
L'11 giugno, il requisito di auto-quarantena di 14 giorni, istituito il 9 aprile, è stato revocato dalle persone che entrano in Bielorussia da 37 paesi. Dall'11 giugno, tutti i cittadini stranieri che entrano in Bielorussia devono fornire un certificato.

## Censura e repressione
Secondo Stepan Putilo, un giornalista bielorusso indipendente e proprietario del canale NEXTA Telegram, il governo aveva falsificato i dati ufficiali sulla progressione della pandemia COVID-19 in Bielorussia e pubblicato numeri significativamente ridotti, quest'opinione risulta condivisa anche da diversi ricercatori.
Il 25 marzo 2020, Sergej Sacuk, caporedattore del quotidiano online Ežednevnik, è stato arrestato con l'accusa di corruzione, tre giorni dopo la pubblicazione del suo articolo in cui critica la risposta del governo bielorusso alla pandemia di COVID-19.
L'11 maggio 2020, due attivisti del blocco della gioventù (in russo: Молодёжный Блок) sono stati condannati a 5 e 13 giorni di detenzione amministrativa per la partecipazione alla protesta contro la parata annuale del giorno della vittoria del 9 maggio.

## Statistiche
Nuovi casi giornalieriDate0200400600800100028 February03 April08 May12 JuneNuovi casi giornalieri